# Рюриковичи
Рю́риковичи — княжеский, великокняжеский (в Киевской Руси и русских княжествах), позднее также царский (в России) и королевский (в Галицко-Волынской земле) род потомков Рюрика — согласно русским летописям, первого правителя Руси. 
В некоторых источниках упоминаются как русские князья из Рюрикова дома. С течением времени род раздробился на множество ветвей. Большинство правителей Киевской Руси и образовавшихся после её распада русских княжеств были Рюриковичами. Представители одной из ветвей (потомки Ростислава Михайловича) были удельными правителями в Венгерско-Хорватском королевстве, единичные представители Рюриковичей правили в Великом княжестве Литовском (Шварн Данилович) и провозглашали свою власть в Болгарском царстве (Ростислав Михайлович), были соправителями Грузинского царства (Юрий Андреевич Боголюбский), герцогства Австрия и герцогства Штирия (Роман Данилович), также, возможно, были правителями Великопермского княжества (см. Великопермские князья) и Великоморавской державы (см. Олег Моравский). Последними монархами из числа Рюриковичей были цари Фёдор I Иоаннович и Василий Шуйский.

## Первые Рюриковичи
|  |  |                                                  |                                                  |                                                  |                                                  |                                                  |                                                  |  |  |                                                       |                                                       |                                                       |                                                       |                                                       |                                                       |                  |                  |                     |                     |                     |                     |                     |                     | Рюрик | Рюрик | Рюрик                         | Рюрик                         | Рюрик                         | Рюрик                         |                               |                               | Олег Вещий          | Олег Вещий          | Олег Вещий                           | Олег Вещий                           | Олег Вещий                           | Олег Вещий                           |                                      |                                      |  |  |                                                     |                                                     |                                                     |                                                     |                                                     |                                                     |  |  |                                                                           |                                                                           |                                                                           |                                                                           |                                                                           |                                                                           |  |  |                                                                                         |                                                                                         |                                                                                         |                                                                                         |                                                                                         |                                                                                         |  |  |                                       |                                       |                                       |                                       |                                       |                                       |  |  |                                  |                                  |                                  |                                  |                                  |                                  |  |  |                                        |                                        |                                        |                                        |                                        |                                        |  |  |                                            |                                            |                                            |                                            |                                            |                                            |  |  |  |  |  |  |  |  |  |  |  |  |  |  |  |  |  |  |  |  |  |  |  |  |  |  |  |  |  |  |  |  |  |  |  |  |  |  |  |  |  |  |  |  |  |  |  |  |  |  |  |  |  |  |  |  |  |  |  |  |  |  |  |  |  |  |  |  |  |  |  |  |  |  |  |  |
|  |  |                                                  |                                                  |                                                  |                                                  |                                                  |                                                  |  |  |                                                       |                                                       |                                                       |                                                       |                                                       |                                                       |                  |                  |                     |                     |                     |                     |                     |                     | Рюрик | Рюрик | Рюрик                         | Рюрик                         | Рюрик                         | Рюрик                         |                               |                               | Олег Вещий          | Олег Вещий          | Олег Вещий                           | Олег Вещий                           | Олег Вещий                           | Олег Вещий                           |                                      |                                      |  |  |                                                     |                                                     |                                                     |                                                     |                                                     |                                                     |  |  |                                                                           |                                                                           |                                                                           |                                                                           |                                                                           |                                                                           |  |  |                                                                                         |                                                                                         |                                                                                         |                                                                                         |                                                                                         |                                                                                         |  |  |                                       |                                       |                                       |                                       |                                       |                                       |  |  |                                  |                                  |                                  |                                  |                                  |                                  |  |  |                                        |                                        |                                        |                                        |                                        |                                        |  |  |                                            |                                            |                                            |                                            |                                            |                                            |  |  |  |  |  |  |  |  |  |  |  |  |  |  |  |  |  |  |  |  |  |  |  |  |  |  |  |  |  |  |  |  |  |  |  |  |  |  |  |  |  |  |  |  |  |  |  |  |  |  |  |  |  |  |  |  |  |  |  |  |  |  |  |  |  |  |  |  |  |  |  |  |  |  |  |  |
|  |  |                                                  |                                                  |                                                  |                                                  |                                                  |                                                  |  |  |                                                       |                                                       |                                                       |                                                       |                                                       |                                                       |                  |                  |                     |                     |                     |                     |                     |                     | Игорь | Игорь | Игорь                         | Игорь                         | Игорь                         | Игорь                         |                               |                               | Ольга               | Ольга               | Ольга                                | Ольга                                | Ольга                                | Ольга                                |                                      |                                      |  |  |                                                     |                                                     |                                                     |                                                     |                                                     |                                                     |  |  |                                                                           |                                                                           |                                                                           |                                                                           |                                                                           |                                                                           |  |  |                                                                                         |                                                                                         |                                                                                         |                                                                                         |                                                                                         |                                                                                         |  |  |                                       |                                       |                                       |                                       |                                       |                                       |  |  |                                  |                                  |                                  |                                  |                                  |                                  |  |  |                                        |                                        |                                        |                                        |                                        |                                        |  |  |                                            |                                            |                                            |                                            |                                            |                                            |  |  |  |  |  |  |  |  |  |  |  |  |  |  |  |  |  |  |  |  |  |  |  |  |  |  |  |  |  |  |  |  |  |  |  |  |  |  |  |  |  |  |  |  |  |  |  |  |  |  |  |  |  |  |  |  |  |  |  |  |  |  |  |  |  |  |  |  |  |  |  |  |  |  |  |  |
|  |  |                                                  |                                                  |                                                  |                                                  |                                                  |                                                  |  |  |                                                       |                                                       |                                                       |                                                       |                                                       |                                                       |                  |                  |                     |                     |                     |                     |                     |                     | Игорь | Игорь | Игорь                         | Игорь                         | Игорь                         | Игорь                         |                               |                               | Ольга               | Ольга               | Ольга                                | Ольга                                | Ольга                                | Ольга                                |                                      |                                      |  |  |                                                     |                                                     |                                                     |                                                     |                                                     |                                                     |  |  |                                                                           |                                                                           |                                                                           |                                                                           |                                                                           |                                                                           |  |  |                                                                                         |                                                                                         |                                                                                         |                                                                                         |                                                                                         |                                                                                         |  |  |                                       |                                       |                                       |                                       |                                       |                                       |  |  |                                  |                                  |                                  |                                  |                                  |                                  |  |  |                                        |                                        |                                        |                                        |                                        |                                        |  |  |                                            |                                            |                                            |                                            |                                            |                                            |  |  |  |  |  |  |  |  |  |  |  |  |  |  |  |  |  |  |  |  |  |  |  |  |  |  |  |  |  |  |  |  |  |  |  |  |  |  |  |  |  |  |  |  |  |  |  |  |  |  |  |  |  |  |  |  |  |  |  |  |  |  |  |  |  |  |  |  |  |  |  |  |  |  |  |  |
|  |  |                                                  |                                                  |                                                  |                                                  |                                                  |                                                  |  |  |                                                       |                                                       |                                                       |                                                       |                                                       |                                                       |                  |                  |                     |                     |                     |                     |                     |                     |       |       |                               |                               |                               |                               |                               |                               |                     |                     |                                      |                                      |                                      |                                      |                                      |                                      |  |  |                                                     |                                                     |                                                     |                                                     |                                                     |                                                     |  |  |                                                                           |                                                                           |                                                                           |                                                                           |                                                                           |                                                                           |  |  |                                                                                         |                                                                                         |                                                                                         |                                                                                         |                                                                                         |                                                                                         |  |  |                                       |                                       |                                       |                                       |                                       |                                       |  |  |                                  |                                  |                                  |                                  |                                  |                                  |  |  |                                        |                                        |                                        |                                        |                                        |                                        |  |  |                                            |                                            |                                            |                                            |                                            |                                            |  |  |  |  |  |  |  |  |  |  |  |  |  |  |  |  |  |  |  |  |  |  |  |  |  |  |  |  |  |  |  |  |  |  |  |  |  |  |  |  |  |  |  |  |  |  |  |  |  |  |  |  |  |  |  |  |  |  |  |  |  |  |  |  |  |  |  |  |  |  |  |  |  |  |  |  |
|  |  |                                                  |                                                  |                                                  |                                                  |                                                  |                                                  |  |  |                                                       |                                                       |                                                       |                                                       |                                                       |                                                       |                  |                  |                     |                     |                     |                     |                     |                     |       |       |                               |                               | Святослав                     |                               |                               |                               |                     |                     |                                      |                                      |                                      |                                      |                                      |                                      |  |  |                                                     |                                                     |                                                     |                                                     |                                                     |                                                     |  |  |                                                                           |                                                                           |                                                                           |                                                                           |                                                                           |                                                                           |  |  |                                                                                         |                                                                                         |                                                                                         |                                                                                         |                                                                                         |                                                                                         |  |  |                                       |                                       |                                       |                                       |                                       |                                       |  |  |                                  |                                  |                                  |                                  |                                  |                                  |  |  |                                        |                                        |                                        |                                        |                                        |                                        |  |  |                                            |                                            |                                            |                                            |                                            |                                            |  |  |  |  |  |  |  |  |  |  |  |  |  |  |  |  |  |  |  |  |  |  |  |  |  |  |  |  |  |  |  |  |  |  |  |  |  |  |  |  |  |  |  |  |  |  |  |  |  |  |  |  |  |  |  |  |  |  |  |  |  |  |  |  |  |  |  |  |  |  |  |  |  |  |  |  |
|  |  |                                                  |                                                  |                                                  |                                                  |                                                  |                                                  |  |  |                                                       |                                                       |                                                       |                                                       |                                                       |                                                       |                  |                  |                     |                     |                     |                     |                     |                     |       |       |                               |                               |                               |                               |                               |                               |                     |                     |                                      |                                      |                                      |                                      |                                      |                                      |  |  |                                                     |                                                     |                                                     |                                                     |                                                     |                                                     |  |  |                                                                           |                                                                           |                                                                           |                                                                           |                                                                           |                                                                           |  |  |                                                                                         |                                                                                         |                                                                                         |                                                                                         |                                                                                         |                                                                                         |  |  |                                       |                                       |                                       |                                       |                                       |                                       |  |  |                                  |                                  |                                  |                                  |                                  |                                  |  |  |                                        |                                        |                                        |                                        |                                        |                                        |  |  |                                            |                                            |                                            |                                            |                                            |                                            |  |  |  |  |  |  |  |  |  |  |  |  |  |  |  |  |  |  |  |  |  |  |  |  |  |  |  |  |  |  |  |  |  |  |  |  |  |  |  |  |  |  |  |  |  |  |  |  |  |  |  |  |  |  |  |  |  |  |  |  |  |  |  |  |  |  |  |  |  |  |  |  |  |  |  |  |
|  |  |                                                  |                                                  |                                                  |                                                  |                                                  |                                                  |  |  |                                                       |                                                       |                                                       |                                                       |                                                       |                                                       |                  |                  |                     |                     |                     |                     |                     |                     |       |       |                               |                               |                               |                               |                               |                               |                     |                     |                                      |                                      |                                      |                                      |                                      |                                      |  |  |                                                     |                                                     |                                                     |                                                     |                                                     |                                                     |  |  |                                                                           |                                                                           |                                                                           |                                                                           |                                                                           |                                                                           |  |  |                                                                                         |                                                                                         |                                                                                         |                                                                                         |                                                                                         |                                                                                         |  |  |                                       |                                       |                                       |                                       |                                       |                                       |  |  |                                  |                                  |                                  |                                  |                                  |                                  |  |  |                                        |                                        |                                        |                                        |                                        |                                        |  |  |                                            |                                            |                                            |                                            |                                            |                                            |  |  |  |  |  |  |  |  |  |  |  |  |  |  |  |  |  |  |  |  |  |  |  |  |  |  |  |  |  |  |  |  |  |  |  |  |  |  |  |  |  |  |  |  |  |  |  |  |  |  |  |  |  |  |  |  |  |  |  |  |  |  |  |  |  |  |  |  |  |  |  |  |  |  |  |  |
|  |  | Ярополк                                          | Ярополк                                          | Ярополк                                          | Ярополк                                          | Ярополк                                          | Ярополк                                          |  |  |                                                       |                                                       |                                                       |                                                       | Олег Древлянский                                      | Олег Древлянский                                      | Олег Древлянский | Олег Древлянский | Олег Древлянский    | Олег Древлянский    |                     |                     |                     |                     |       |       |                               |                               | Владимир Креститель           | Владимир Креститель           | Владимир Креститель           | Владимир Креститель           | Владимир Креститель | Владимир Креститель |                                      |                                      |                                      |                                      |                                      |                                      |  |  |                                                     |                                                     |                                                     |                                                     |                                                     |                                                     |  |  |                                                                           |                                                                           |                                                                           |                                                                           |                                                                           |                                                                           |  |  |                                                                                         |                                                                                         |                                                                                         |                                                                                         |                                                                                         |                                                                                         |  |  |                                       |                                       |                                       |                                       |                                       |                                       |  |  |                                  |                                  |                                  |                                  |                                  |                                  |  |  |                                        |                                        |                                        |                                        |                                        |                                        |  |  |                                            |                                            |                                            |                                            |                                            |                                            |  |  |  |  |  |  |  |  |  |  |  |  |  |  |  |  |  |  |  |  |  |  |  |  |  |  |  |  |  |  |  |  |  |  |  |  |  |  |  |  |  |  |  |  |  |  |  |  |  |  |  |  |  |  |  |  |  |  |  |  |  |  |  |  |  |  |  |  |  |  |  |  |  |  |  |  |
|  |  | Ярополк                                          | Ярополк                                          | Ярополк                                          | Ярополк                                          | Ярополк                                          | Ярополк                                          |  |  |                                                       |                                                       |                                                       |                                                       | Олег Древлянский                                      | Олег Древлянский                                      | Олег Древлянский | Олег Древлянский | Олег Древлянский    | Олег Древлянский    |                     |                     |                     |                     |       |       |                               |                               | Владимир Креститель           | Владимир Креститель           | Владимир Креститель           | Владимир Креститель           | Владимир Креститель | Владимир Креститель |                                      |                                      |                                      |                                      |                                      |                                      |  |  |                                                     |                                                     |                                                     |                                                     |                                                     |                                                     |  |  |                                                                           |                                                                           |                                                                           |                                                                           |                                                                           |                                                                           |  |  |                                                                                         |                                                                                         |                                                                                         |                                                                                         |                                                                                         |                                                                                         |  |  |                                       |                                       |                                       |                                       |                                       |                                       |  |  |                                  |                                  |                                  |                                  |                                  |                                  |  |  |                                        |                                        |                                        |                                        |                                        |                                        |  |  |                                            |                                            |                                            |                                            |                                            |                                            |  |  |  |  |  |  |  |  |  |  |  |  |  |  |  |  |  |  |  |  |  |  |  |  |  |  |  |  |  |  |  |  |  |  |  |  |  |  |  |  |  |  |  |  |  |  |  |  |  |  |  |  |  |  |  |  |  |  |  |  |  |  |  |  |  |  |  |  |  |  |  |  |  |  |  |  |
|  |  |                                                  |                                                  |                                                  |                                                  |                                                  |                                                  |  |  |                                                       |                                                       |                                                       |                                                       |                                                       |                                                       |                  |                  |                     |                     |                     |                     |                     |                     |       |       |                               |                               |                               |                               |                               |                               |                     |                     |                                      |                                      |                                      |                                      |                                      |                                      |  |  |                                                     |                                                     |                                                     |                                                     |                                                     |                                                     |  |  |                                                                           |                                                                           |                                                                           |                                                                           |                                                                           |                                                                           |  |  |                                                                                         |                                                                                         |                                                                                         |                                                                                         |                                                                                         |                                                                                         |  |  |                                       |                                       |                                       |                                       |                                       |                                       |  |  |                                  |                                  |                                  |                                  |                                  |                                  |  |  |                                        |                                        |                                        |                                        |                                        |                                        |  |  |                                            |                                            |                                            |                                            |                                            |                                            |  |  |  |  |  |  |  |  |  |  |  |  |  |  |  |  |  |  |  |  |  |  |  |  |  |  |  |  |  |  |  |  |  |  |  |  |  |  |  |  |  |  |  |  |  |  |  |  |  |  |  |  |  |  |  |  |  |  |  |  |  |  |  |  |  |  |  |  |  |  |  |  |  |  |  |  |
|  |  | Святополк Окаянный                               | Святополк Окаянный                               | Святополк Окаянный                               | Святополк Окаянный                               | Святополк Окаянный                               | Святополк Окаянный                               |  |  | Вышеслав                                              | Вышеслав                                              | Вышеслав                                              | Вышеслав                                              | Вышеслав                                              | Вышеслав                                              |                  |                  | Изяслав Полоцкий    | Изяслав Полоцкий    | Изяслав Полоцкий    | Изяслав Полоцкий    | Изяслав Полоцкий    | Изяслав Полоцкий    |       |       | Ярослав Мудрый                | Ярослав Мудрый                | Ярослав Мудрый                | Ярослав Мудрый                | Ярослав Мудрый                | Ярослав Мудрый                |                     |                     | Всеволод                             | Всеволод                             | Всеволод                             | Всеволод                             | Всеволод                             | Всеволод                             |  |  | Станислав                                           | Станислав                                           | Станислав                                           | Станислав                                           | Станислав                                           | Станислав                                           |  |  | Позвизд                                                                   | Позвизд                                                                   | Позвизд                                                                   | Позвизд                                                                   | Позвизд                                                                   | Позвизд                                                                   |  |  | Святослав                                                                               | Святослав                                                                               | Святослав                                                                               | Святослав                                                                               | Святослав                                                                               | Святослав                                                                               |  |  | Мстислав Храбрый                      | Мстислав Храбрый                      | Мстислав Храбрый                      | Мстислав Храбрый                      | Мстислав Храбрый                      | Мстислав Храбрый                      |  |  | Борис Святой                     | Борис Святой                     | Борис Святой                     | Борис Святой                     | Борис Святой                     | Борис Святой                     |  |  | Глеб Святой                            | Глеб Святой                            | Глеб Святой                            | Глеб Святой                            | Глеб Святой                            | Глеб Святой                            |  |  | Судислав                                   | Судислав                                   | Судислав                                   | Судислав                                   | Судислав                                   | Судислав                                   |  |  |  |  |  |  |  |  |  |  |  |  |  |  |  |  |  |  |  |  |  |  |  |  |  |  |  |  |  |  |  |  |  |  |  |  |  |  |  |  |  |  |  |  |  |  |  |  |  |  |  |  |  |  |  |  |  |  |  |  |  |  |  |  |  |  |  |  |  |  |  |  |  |  |  |  |
|  |  | Святополк Окаянный                               | Святополк Окаянный                               | Святополк Окаянный                               | Святополк Окаянный                               | Святополк Окаянный                               | Святополк Окаянный                               |  |  | Вышеслав                                              | Вышеслав                                              | Вышеслав                                              | Вышеслав                                              | Вышеслав                                              | Вышеслав                                              |                  |                  | Изяслав Полоцкий    | Изяслав Полоцкий    | Изяслав Полоцкий    | Изяслав Полоцкий    | Изяслав Полоцкий    | Изяслав Полоцкий    |       |       | Ярослав Мудрый                | Ярослав Мудрый                | Ярослав Мудрый                | Ярослав Мудрый                | Ярослав Мудрый                | Ярослав Мудрый                |                     |                     | Всеволод                             | Всеволод                             | Всеволод                             | Всеволод                             | Всеволод                             | Всеволод                             |  |  | Станислав                                           | Станислав                                           | Станислав                                           | Станислав                                           | Станислав                                           | Станислав                                           |  |  | Позвизд                                                                   | Позвизд                                                                   | Позвизд                                                                   | Позвизд                                                                   | Позвизд                                                                   | Позвизд                                                                   |  |  | Святослав                                                                               | Святослав                                                                               | Святослав                                                                               | Святослав                                                                               | Святослав                                                                               | Святослав                                                                               |  |  | Мстислав Храбрый                      | Мстислав Храбрый                      | Мстислав Храбрый                      | Мстислав Храбрый                      | Мстислав Храбрый                      | Мстислав Храбрый                      |  |  | Борис Святой                     | Борис Святой                     | Борис Святой                     | Борис Святой                     | Борис Святой                     | Борис Святой                     |  |  | Глеб Святой                            | Глеб Святой                            | Глеб Святой                            | Глеб Святой                            | Глеб Святой                            | Глеб Святой                            |  |  | Судислав                                   | Судислав                                   | Судислав                                   | Судислав                                   | Судислав                                   | Судислав                                   |  |  |  |  |  |  |  |  |  |  |  |  |  |  |  |  |  |  |  |  |  |  |  |  |  |  |  |  |  |  |  |  |  |  |  |  |  |  |  |  |  |  |  |  |  |  |  |  |  |  |  |  |  |  |  |  |  |  |  |  |  |  |  |  |  |  |  |  |  |  |  |  |  |  |  |  |
|  |  |                                                  |                                                  |                                                  |                                                  |                                                  |                                                  |  |  |                                                       |                                                       |                                                       |                                                       |                                                       |                                                       |                  |                  |                     |                     |                     |                     |                     |                     |       |       |                               |                               |                               |                               |                               |                               |                     |                     |                                      |                                      |                                      |                                      |                                      |                                      |  |  |                                                     |                                                     |                                                     |                                                     |                                                     |                                                     |  |  |                                                                           |                                                                           |                                                                           |                                                                           |                                                                           |                                                                           |  |  |                                                                                         |                                                                                         |                                                                                         |                                                                                         |                                                                                         |                                                                                         |  |  |                                       |                                       |                                       |                                       |                                       |                                       |  |  |                                  |                                  |                                  |                                  |                                  |                                  |  |  |                                        |                                        |                                        |                                        |                                        |                                        |  |  |                                            |                                            |                                            |                                            |                                            |                                            |  |  |  |  |  |  |  |  |  |  |  |  |  |  |  |  |  |  |  |  |  |  |  |  |  |  |  |  |  |  |  |  |  |  |  |  |  |  |  |  |  |  |  |  |  |  |  |  |  |  |  |  |  |  |  |  |  |  |  |  |  |  |  |  |  |  |  |  |  |  |  |  |  |  |  |  |
|  |  | Илья Новгородский                                | Илья Новгородский                                | Илья Новгородский                                | Илья Новгородский                                | Илья Новгородский                                | Илья Новгородский                                |  |  | Владимир Новгородский, предок Ростиславичей Галичских | Владимир Новгородский, предок Ростиславичей Галичских | Владимир Новгородский, предок Ростиславичей Галичских | Владимир Новгородский, предок Ростиславичей Галичских | Владимир Новгородский, предок Ростиславичей Галичских | Владимир Новгородский, предок Ростиславичей Галичских |                  |                  | Изяслав             | Изяслав             | Изяслав             | Изяслав             | Изяслав             | Изяслав             |       |       | Святослав                     | Святослав                     | Святослав                     | Святослав                     | Святослав                     | Святослав                     |                     |                     | Всеволод                             | Всеволод                             | Всеволод                             | Всеволод                             | Всеволод                             | Всеволод                             |  |  | Вячеслав Смоленский                                 | Вячеслав Смоленский                                 | Вячеслав Смоленский                                 | Вячеслав Смоленский                                 | Вячеслав Смоленский                                 | Вячеслав Смоленский                                 |  |  | Игорь Волынский                                                           | Игорь Волынский                                                           | Игорь Волынский                                                           | Игорь Волынский                                                           | Игорь Волынский                                                           | Игорь Волынский                                                           |  |  | Иван-Ян                                                                                 | Иван-Ян                                                                                 | Иван-Ян                                                                                 | Иван-Ян                                                                                 | Иван-Ян                                                                                 | Иван-Ян                                                                                 |  |  | Евстафий                              | Евстафий                              | Евстафий                              | Евстафий                              | Евстафий                              | Евстафий                              |  |  |                                  |                                  |                                  |                                  |                                  |                                  |  |  |                                        |                                        |                                        |                                        |                                        |                                        |  |  |                                            |                                            |                                            |                                            |                                            |                                            |  |  |  |  |  |  |  |  |  |  |  |  |  |  |  |  |  |  |  |  |  |  |  |  |  |  |  |  |  |  |  |  |  |  |  |  |  |  |  |  |  |  |  |  |  |  |  |  |  |  |  |  |  |  |  |  |  |  |  |  |  |  |  |  |  |  |  |  |  |  |  |  |  |  |  |  |
|  |  | Илья Новгородский                                | Илья Новгородский                                | Илья Новгородский                                | Илья Новгородский                                | Илья Новгородский                                | Илья Новгородский                                |  |  | Владимир Новгородский, предок Ростиславичей Галичских | Владимир Новгородский, предок Ростиславичей Галичских | Владимир Новгородский, предок Ростиславичей Галичских | Владимир Новгородский, предок Ростиславичей Галичских | Владимир Новгородский, предок Ростиславичей Галичских | Владимир Новгородский, предок Ростиславичей Галичских |                  |                  | Изяслав             | Изяслав             | Изяслав             | Изяслав             | Изяслав             | Изяслав             |       |       | Святослав                     | Святослав                     | Святослав                     | Святослав                     | Святослав                     | Святослав                     |                     |                     | Всеволод                             | Всеволод                             | Всеволод                             | Всеволод                             | Всеволод                             | Всеволод                             |  |  | Вячеслав Смоленский                                 | Вячеслав Смоленский                                 | Вячеслав Смоленский                                 | Вячеслав Смоленский                                 | Вячеслав Смоленский                                 | Вячеслав Смоленский                                 |  |  | Игорь Волынский                                                           | Игорь Волынский                                                           | Игорь Волынский                                                           | Игорь Волынский                                                           | Игорь Волынский                                                           | Игорь Волынский                                                           |  |  | Иван-Ян                                                                                 | Иван-Ян                                                                                 | Иван-Ян                                                                                 | Иван-Ян                                                                                 | Иван-Ян                                                                                 | Иван-Ян                                                                                 |  |  | Евстафий                              | Евстафий                              | Евстафий                              | Евстафий                              | Евстафий                              | Евстафий                              |  |  |                                  |                                  |                                  |                                  |                                  |                                  |  |  |                                        |                                        |                                        |                                        |                                        |                                        |  |  |                                            |                                            |                                            |                                            |                                            |                                            |  |  |  |  |  |  |  |  |  |  |  |  |  |  |  |  |  |  |  |  |  |  |  |  |  |  |  |  |  |  |  |  |  |  |  |  |  |  |  |  |  |  |  |  |  |  |  |  |  |  |  |  |  |  |  |  |  |  |  |  |  |  |  |  |  |  |  |  |  |  |  |  |  |  |  |  |
|  |  |                                                  |                                                  |                                                  |                                                  |                                                  |                                                  |  |  |                                                       |                                                       |                                                       |                                                       |                                                       |                                                       |                  |                  |                     |                     |                     |                     |                     |                     |       |       |                               |                               |                               |                               |                               |                               |                     |                     |                                      |                                      |                                      |                                      |                                      |                                      |  |  |                                                     |                                                     |                                                     |                                                     |                                                     |                                                     |  |  |                                                                           |                                                                           |                                                                           |                                                                           |                                                                           |                                                                           |  |  |                                                                                         |                                                                                         |                                                                                         |                                                                                         |                                                                                         |                                                                                         |  |  |                                       |                                       |                                       |                                       |                                       |                                       |  |  |                                  |                                  |                                  |                                  |                                  |                                  |  |  |                                        |                                        |                                        |                                        |                                        |                                        |  |  |                                            |                                            |                                            |                                            |                                            |                                            |  |  |  |  |  |  |  |  |  |  |  |  |  |  |  |  |  |  |  |  |  |  |  |  |  |  |  |  |  |  |  |  |  |  |  |  |  |  |  |  |  |  |  |  |  |  |  |  |  |  |  |  |  |  |  |  |  |  |  |  |  |  |  |  |  |  |  |  |  |  |  |  |  |  |  |  |
|  |  |                                                  |                                                  |                                                  |                                                  |                                                  |                                                  |  |  |                                                       |                                                       |                                                       |                                                       |                                                       |                                                       |                  |                  |                     |                     |                     |                     |                     |                     |       |       |                               |                               |                               |                               |                               |                               |                     |                     |                                      |                                      |                                      |                                      |                                      |                                      |  |  |                                                     |                                                     |                                                     |                                                     |                                                     |                                                     |  |  |                                                                           |                                                                           |                                                                           |                                                                           |                                                                           |                                                                           |  |  |                                                                                         |                                                                                         |                                                                                         |                                                                                         |                                                                                         |                                                                                         |  |  |                                       |                                       |                                       |                                       |                                       |                                       |  |  |                                  |                                  |                                  |                                  |                                  |                                  |  |  |                                        |                                        |                                        |                                        |                                        |                                        |  |  |                                            |                                            |                                            |                                            |                                            |                                            |  |  |  |  |  |  |  |  |  |  |  |  |  |  |  |  |  |  |  |  |  |  |  |  |  |  |  |  |  |  |  |  |  |  |  |  |  |  |  |  |  |  |  |  |  |  |  |  |  |  |  |  |  |  |  |  |  |  |  |  |  |  |  |  |  |  |  |  |  |  |  |  |  |  |  |  |
|  |  |                                                  |                                                  |                                                  |                                                  |                                                  |                                                  |  |  |                                                       |                                                       |                                                       |                                                       |                                                       |                                                       |                  |                  |                     |                     |                     |                     |                     |                     |       |       |                               |                               |                               |                               |                               |                               |                     |                     |                                      |                                      |                                      |                                      |                                      |                                      |  |  |                                                     |                                                     |                                                     |                                                     |                                                     |                                                     |  |  |                                                                           |                                                                           |                                                                           |                                                                           |                                                                           |                                                                           |  |  |                                                                                         |                                                                                         |                                                                                         |                                                                                         |                                                                                         |                                                                                         |  |  |                                       |                                       |                                       |                                       |                                       |                                       |  |  |                                  |                                  |                                  |                                  |                                  |                                  |  |  |                                        |                                        |                                        |                                        |                                        |                                        |  |  |                                            |                                            |                                            |                                            |                                            |                                            |  |  |  |  |  |  |  |  |  |  |  |  |  |  |  |  |  |  |  |  |  |  |  |  |  |  |  |  |  |  |  |  |  |  |  |  |  |  |  |  |  |  |  |  |  |  |  |  |  |  |  |  |  |  |  |  |  |  |  |  |  |  |  |  |  |  |  |  |  |  |  |  |  |  |  |  |
|  |  |                                                  |                                                  |                                                  |                                                  |                                                  |                                                  |  |  |                                                       |                                                       |                                                       |                                                       |                                                       |                                                       |                  |                  |                     |                     |                     |                     |                     |                     |       |       |                               |                               |                               |                               |                               |                               |                     |                     |                                      |                                      |                                      |                                      |                                      |                                      |  |  |                                                     |                                                     |                                                     |                                                     |                                                     |                                                     |  |  |                                                                           |                                                                           |                                                                           |                                                                           |                                                                           |                                                                           |  |  |                                                                                         |                                                                                         |                                                                                         |                                                                                         |                                                                                         |                                                                                         |  |  |                                       |                                       |                                       |                                       |                                       |                                       |  |  |                                  |                                  |                                  |                                  |                                  |                                  |  |  |                                        |                                        |                                        |                                        |                                        |                                        |  |  |                                            |                                            |                                            |                                            |                                            |                                            |  |  |  |  |  |  |  |  |  |  |  |  |  |  |  |  |  |  |  |  |  |  |  |  |  |  |  |  |  |  |  |  |  |  |  |  |  |  |  |  |  |  |  |  |  |  |  |  |  |  |  |  |  |  |  |  |  |  |  |  |  |  |  |  |  |  |  |  |  |  |  |  |  |  |  |  |
|  |  |                                                  |                                                  |                                                  |                                                  |                                                  |                                                  |  |  |                                                       |                                                       |                                                       |                                                       |                                                       |                                                       |                  |                  |                     |                     |                     |                     |                     |                     |       |       |                               |                               |                               |                               |                               |                               |                     |                     |                                      |                                      |                                      |                                      |                                      |                                      |  |  |                                                     |                                                     |                                                     |                                                     |                                                     |                                                     |  |  |                                                                           |                                                                           |                                                                           |                                                                           |                                                                           |                                                                           |  |  |                                                                                         |                                                                                         |                                                                                         |                                                                                         |                                                                                         |                                                                                         |  |  |                                       |                                       |                                       |                                       |                                       |                                       |  |  |                                  |                                  |                                  |                                  |                                  |                                  |  |  |                                        |                                        |                                        |                                        |                                        |                                        |  |  |                                            |                                            |                                            |                                            |                                            |                                            |  |  |  |  |  |  |  |  |  |  |  |  |  |  |  |  |  |  |  |  |  |  |  |  |  |  |  |  |  |  |  |  |  |  |  |  |  |  |  |  |  |  |  |  |  |  |  |  |  |  |  |  |  |  |  |  |  |  |  |  |  |  |  |  |  |  |  |  |  |  |  |  |  |  |  |  |
|  |  |                                                  |                                                  |                                                  |                                                  |                                                  |                                                  |  |  |                                                       |                                                       |                                                       |                                                       |                                                       |                                                       |                  |                  |                     |                     |                     |                     |                     |                     |       |       |                               |                               |                               |                               |                               |                               |                     |                     |                                      |                                      |                                      |                                      |                                      |                                      |  |  |                                                     |                                                     |                                                     |                                                     |                                                     |                                                     |  |  |                                                                           |                                                                           |                                                                           |                                                                           |                                                                           |                                                                           |  |  |                                                                                         |                                                                                         |                                                                                         |                                                                                         |                                                                                         |                                                                                         |  |  |                                       |                                       |                                       |                                       |                                       |                                       |  |  |                                  |                                  |                                  |                                  |                                  |                                  |  |  |                                        |                                        |                                        |                                        |                                        |                                        |  |  |                                            |                                            |                                            |                                            |                                            |                                            |  |  |  |  |  |  |  |  |  |  |  |  |  |  |  |  |  |  |  |  |  |  |  |  |  |  |  |  |  |  |  |  |  |  |  |  |  |  |  |  |  |  |  |  |  |  |  |  |  |  |  |  |  |  |  |  |  |  |  |  |  |  |  |  |  |  |  |  |  |  |  |  |  |  |  |  |
|  |  |                                                  |                                                  |                                                  |                                                  |                                                  |                                                  |  |  |                                                       |                                                       |                                                       |                                                       |                                                       |                                                       |                  |                  |                     |                     |                     |                     |                     |                     |       |       |                               |                               |                               |                               |                               |                               |                     |                     |                                      |                                      |                                      |                                      |                                      |                                      |  |  |                                                     |                                                     |                                                     |                                                     |                                                     |                                                     |  |  |                                                                           |                                                                           |                                                                           |                                                                           |                                                                           |                                                                           |  |  |                                                                                         |                                                                                         |                                                                                         |                                                                                         |                                                                                         |                                                                                         |  |  |                                       |                                       |                                       |                                       |                                       |                                       |  |  |                                  |                                  |                                  |                                  |                                  |                                  |  |  |                                        |                                        |                                        |                                        |                                        |                                        |  |  |                                            |                                            |                                            |                                            |                                            |                                            |  |  |  |  |  |  |  |  |  |  |  |  |  |  |  |  |  |  |  |  |  |  |  |  |  |  |  |  |  |  |  |  |  |  |  |  |  |  |  |  |  |  |  |  |  |  |  |  |  |  |  |  |  |  |  |  |  |  |  |  |  |  |  |  |  |  |  |  |  |  |  |  |  |  |  |  |
|  |  | Мстислав Новгородский                            | Мстислав Новгородский                            | Мстислав Новгородский                            | Мстислав Новгородский                            | Мстислав Новгородский                            | Мстислав Новгородский                            |  |  | Святополк                                             | Святополк                                             | Святополк                                             | Святополк                                             | Святополк                                             | Святополк                                             |                  |                  | Ярополк Волынский   | Ярополк Волынский   | Ярополк Волынский   | Ярополк Волынский   | Ярополк Волынский   | Ярополк Волынский   |       |       | Глеб Новгородский             | Глеб Новгородский             | Глеб Новгородский             | Глеб Новгородский             | Глеб Новгородский             | Глеб Новгородский             |                     |                     | Роман Тмутараканский                 | Роман Тмутараканский                 | Роман Тмутараканский                 | Роман Тмутараканский                 | Роман Тмутараканский                 | Роман Тмутараканский                 |  |  | Давыд Черниговский, предок Давыдовичей черниговских | Давыд Черниговский, предок Давыдовичей черниговских | Давыд Черниговский, предок Давыдовичей черниговских | Давыд Черниговский, предок Давыдовичей черниговских | Давыд Черниговский, предок Давыдовичей черниговских | Давыд Черниговский, предок Давыдовичей черниговских |  |  | Олег Гориславич, князь черниговский, новгород-северский предок Ольговичей | Олег Гориславич, князь черниговский, новгород-северский предок Ольговичей | Олег Гориславич, князь черниговский, новгород-северский предок Ольговичей | Олег Гориславич, князь черниговский, новгород-северский предок Ольговичей | Олег Гориславич, князь черниговский, новгород-северский предок Ольговичей | Олег Гориславич, князь черниговский, новгород-северский предок Ольговичей |  |  | Ярослав, князь черниговский, муромский и рязанский, предок князей муромских и рязанских | Ярослав, князь черниговский, муромский и рязанский, предок князей муромских и рязанских | Ярослав, князь черниговский, муромский и рязанский, предок князей муромских и рязанских | Ярослав, князь черниговский, муромский и рязанский, предок князей муромских и рязанских | Ярослав, князь черниговский, муромский и рязанский, предок князей муромских и рязанских | Ярослав, князь черниговский, муромский и рязанский, предок князей муромских и рязанских |  |  | Владимир Мономах предок Мономаховичей | Владимир Мономах предок Мономаховичей | Владимир Мономах предок Мономаховичей | Владимир Мономах предок Мономаховичей | Владимир Мономах предок Мономаховичей | Владимир Мономах предок Мономаховичей |  |  | Ростислав Переяславский          | Ростислав Переяславский          | Ростислав Переяславский          | Ростислав Переяславский          | Ростислав Переяславский          | Ростислав Переяславский          |  |  | Борис кн. черниговский и тмутарканский | Борис кн. черниговский и тмутарканский | Борис кн. черниговский и тмутарканский | Борис кн. черниговский и тмутарканский | Борис кн. черниговский и тмутарканский | Борис кн. черниговский и тмутарканский |  |  | Давыд Волынский, предок князей городенских | Давыд Волынский, предок князей городенских | Давыд Волынский, предок князей городенских | Давыд Волынский, предок князей городенских | Давыд Волынский, предок князей городенских | Давыд Волынский, предок князей городенских |  |  |  |  |  |  |  |  |  |  |  |  |  |  |  |  |  |  |  |  |  |  |  |  |  |  |  |  |  |  |  |  |  |  |  |  |  |  |  |  |  |  |  |  |  |  |  |  |  |  |  |  |  |  |  |  |  |  |  |  |  |  |  |  |  |  |  |  |  |  |  |  |  |  |  |  |
|  |  | Мстислав Новгородский                            | Мстислав Новгородский                            | Мстислав Новгородский                            | Мстислав Новгородский                            | Мстислав Новгородский                            | Мстислав Новгородский                            |  |  | Святополк                                             | Святополк                                             | Святополк                                             | Святополк                                             | Святополк                                             | Святополк                                             |                  |                  | Ярополк Волынский   | Ярополк Волынский   | Ярополк Волынский   | Ярополк Волынский   | Ярополк Волынский   | Ярополк Волынский   |       |       | Глеб Новгородский             | Глеб Новгородский             | Глеб Новгородский             | Глеб Новгородский             | Глеб Новгородский             | Глеб Новгородский             |                     |                     | Роман Тмутараканский                 | Роман Тмутараканский                 | Роман Тмутараканский                 | Роман Тмутараканский                 | Роман Тмутараканский                 | Роман Тмутараканский                 |  |  | Давыд Черниговский, предок Давыдовичей черниговских | Давыд Черниговский, предок Давыдовичей черниговских | Давыд Черниговский, предок Давыдовичей черниговских | Давыд Черниговский, предок Давыдовичей черниговских | Давыд Черниговский, предок Давыдовичей черниговских | Давыд Черниговский, предок Давыдовичей черниговских |  |  | Олег Гориславич, князь черниговский, новгород-северский предок Ольговичей | Олег Гориславич, князь черниговский, новгород-северский предок Ольговичей | Олег Гориславич, князь черниговский, новгород-северский предок Ольговичей | Олег Гориславич, князь черниговский, новгород-северский предок Ольговичей | Олег Гориславич, князь черниговский, новгород-северский предок Ольговичей | Олег Гориславич, князь черниговский, новгород-северский предок Ольговичей |  |  | Ярослав, князь черниговский, муромский и рязанский, предок князей муромских и рязанских | Ярослав, князь черниговский, муромский и рязанский, предок князей муромских и рязанских | Ярослав, князь черниговский, муромский и рязанский, предок князей муромских и рязанских | Ярослав, князь черниговский, муромский и рязанский, предок князей муромских и рязанских | Ярослав, князь черниговский, муромский и рязанский, предок князей муромских и рязанских | Ярослав, князь черниговский, муромский и рязанский, предок князей муромских и рязанских |  |  | Владимир Мономах предок Мономаховичей | Владимир Мономах предок Мономаховичей | Владимир Мономах предок Мономаховичей | Владимир Мономах предок Мономаховичей | Владимир Мономах предок Мономаховичей | Владимир Мономах предок Мономаховичей |  |  | Ростислав Переяславский          | Ростислав Переяславский          | Ростислав Переяславский          | Ростислав Переяславский          | Ростислав Переяславский          | Ростислав Переяславский          |  |  | Борис кн. черниговский и тмутарканский | Борис кн. черниговский и тмутарканский | Борис кн. черниговский и тмутарканский | Борис кн. черниговский и тмутарканский | Борис кн. черниговский и тмутарканский | Борис кн. черниговский и тмутарканский |  |  | Давыд Волынский, предок князей городенских | Давыд Волынский, предок князей городенских | Давыд Волынский, предок князей городенских | Давыд Волынский, предок князей городенских | Давыд Волынский, предок князей городенских | Давыд Волынский, предок князей городенских |  |  |  |  |  |  |  |  |  |  |  |  |  |  |  |  |  |  |  |  |  |  |  |  |  |  |  |  |  |  |  |  |  |  |  |  |  |  |  |  |  |  |  |  |  |  |  |  |  |  |  |  |  |  |  |  |  |  |  |  |  |  |  |  |  |  |  |  |  |  |  |  |  |  |  |  |
|  |  |                                                  |                                                  |                                                  |                                                  |                                                  |                                                  |  |  |                                                       |                                                       |                                                       |                                                       |                                                       |                                                       |                  |                  |                     |                     |                     |                     |                     |                     |       |       |                               |                               |                               |                               |                               |                               |                     |                     |                                      |                                      |                                      |                                      |                                      |                                      |  |  |                                                     |                                                     |                                                     |                                                     |                                                     |                                                     |  |  |                                                                           |                                                                           |                                                                           |                                                                           |                                                                           |                                                                           |  |  |                                                                                         |                                                                                         |                                                                                         |                                                                                         |                                                                                         |                                                                                         |  |  |                                       |                                       |                                       |                                       |                                       |                                       |  |  |                                  |                                  |                                  |                                  |                                  |                                  |  |  |                                        |                                        |                                        |                                        |                                        |                                        |  |  |                                            |                                            |                                            |                                            |                                            |                                            |  |  |  |  |  |  |  |  |  |  |  |  |  |  |  |  |  |  |  |  |  |  |  |  |  |  |  |  |  |  |  |  |  |  |  |  |  |  |  |  |  |  |  |  |  |  |  |  |  |  |  |  |  |  |  |  |  |  |  |  |  |  |  |  |  |  |  |  |  |  |  |  |  |  |  |  |
|  |  | Ростислав Брестский                              | Ростислав Брестский                              | Ростислав Брестский                              | Ростислав Брестский                              | Ростислав Брестский                              | Ростислав Брестский                              |  |  | Ярослав Волынский                                     | Ярослав Волынский                                     | Ярослав Волынский                                     | Ярослав Волынский                                     | Ярослав Волынский                                     | Ярослав Волынский                                     |                  |                  | Брячислав Туровский | Брячислав Туровский | Брячислав Туровский | Брячислав Туровский | Брячислав Туровский | Брячислав Туровский |       |       | Ярослав Ярополкович Брестский | Ярослав Ярополкович Брестский | Ярослав Ярополкович Брестский | Ярослав Ярополкович Брестский | Ярослав Ярополкович Брестский | Ярослав Ярополкович Брестский |                     |                     | Мстислав Великий                     | Мстислав Великий                     | Мстислав Великий                     | Мстислав Великий                     | Мстислав Великий                     | Мстислав Великий                     |  |  | Изяслав кн. муромский и курский                     | Изяслав кн. муромский и курский                     | Изяслав кн. муромский и курский                     | Изяслав кн. муромский и курский                     | Изяслав кн. муромский и курский                     | Изяслав кн. муромский и курский                     |  |  | Ярополк                                                                   | Ярополк                                                                   | Ярополк                                                                   | Ярополк                                                                   | Ярополк                                                                   | Ярополк                                                                   |  |  | Святослав кн. смоленский и переяславльский                                              | Святослав кн. смоленский и переяславльский                                              | Святослав кн. смоленский и переяславльский                                              | Святослав кн. смоленский и переяславльский                                              | Святослав кн. смоленский и переяславльский                                              | Святослав кн. смоленский и переяславльский                                              |  |  | Вячеслав                              | Вячеслав                              | Вячеслав                              | Вячеслав                              | Вячеслав                              | Вячеслав                              |  |  | Юрий Долгорукий предок Юрьевичей | Юрий Долгорукий предок Юрьевичей | Юрий Долгорукий предок Юрьевичей | Юрий Долгорукий предок Юрьевичей | Юрий Долгорукий предок Юрьевичей | Юрий Долгорукий предок Юрьевичей |  |  | Роман Волынский                        | Роман Волынский                        | Роман Волынский                        | Роман Волынский                        | Роман Волынский                        | Роман Волынский                        |  |  | Андрей Переяславский                       | Андрей Переяславский                       | Андрей Переяславский                       | Андрей Переяславский                       | Андрей Переяславский                       | Андрей Переяславский                       |  |  |  |  |  |  |  |  |  |  |  |  |  |  |  |  |  |  |  |  |  |  |  |  |  |  |  |  |  |  |  |  |  |  |  |  |  |  |  |  |  |  |  |  |  |  |  |  |  |  |  |  |  |  |  |  |  |  |  |  |  |  |  |  |  |  |  |  |  |  |  |  |  |  |  |  |
|  |  | Ростислав Брестский                              | Ростислав Брестский                              | Ростислав Брестский                              | Ростислав Брестский                              | Ростислав Брестский                              | Ростислав Брестский                              |  |  | Ярослав Волынский                                     | Ярослав Волынский                                     | Ярослав Волынский                                     | Ярослав Волынский                                     | Ярослав Волынский                                     | Ярослав Волынский                                     |                  |                  | Брячислав Туровский | Брячислав Туровский | Брячислав Туровский | Брячислав Туровский | Брячислав Туровский | Брячислав Туровский |       |       | Ярослав Ярополкович Брестский | Ярослав Ярополкович Брестский | Ярослав Ярополкович Брестский | Ярослав Ярополкович Брестский | Ярослав Ярополкович Брестский | Ярослав Ярополкович Брестский |                     |                     | Мстислав Великий                     | Мстислав Великий                     | Мстислав Великий                     | Мстислав Великий                     | Мстислав Великий                     | Мстислав Великий                     |  |  | Изяслав кн. муромский и курский                     | Изяслав кн. муромский и курский                     | Изяслав кн. муромский и курский                     | Изяслав кн. муромский и курский                     | Изяслав кн. муромский и курский                     | Изяслав кн. муромский и курский                     |  |  | Ярополк                                                                   | Ярополк                                                                   | Ярополк                                                                   | Ярополк                                                                   | Ярополк                                                                   | Ярополк                                                                   |  |  | Святослав кн. смоленский и переяславльский                                              | Святослав кн. смоленский и переяславльский                                              | Святослав кн. смоленский и переяславльский                                              | Святослав кн. смоленский и переяславльский                                              | Святослав кн. смоленский и переяславльский                                              | Святослав кн. смоленский и переяславльский                                              |  |  | Вячеслав                              | Вячеслав                              | Вячеслав                              | Вячеслав                              | Вячеслав                              | Вячеслав                              |  |  | Юрий Долгорукий предок Юрьевичей | Юрий Долгорукий предок Юрьевичей | Юрий Долгорукий предок Юрьевичей | Юрий Долгорукий предок Юрьевичей | Юрий Долгорукий предок Юрьевичей | Юрий Долгорукий предок Юрьевичей |  |  | Роман Волынский                        | Роман Волынский                        | Роман Волынский                        | Роман Волынский                        | Роман Волынский                        | Роман Волынский                        |  |  | Андрей Переяславский                       | Андрей Переяславский                       | Андрей Переяславский                       | Андрей Переяславский                       | Андрей Переяславский                       | Андрей Переяславский                       |  |  |  |  |  |  |  |  |  |  |  |  |  |  |  |  |  |  |  |  |  |  |  |  |  |  |  |  |  |  |  |  |  |  |  |  |  |  |  |  |  |  |  |  |  |  |  |  |  |  |  |  |  |  |  |  |  |  |  |  |  |  |  |  |  |  |  |  |  |  |  |  |  |  |  |  |
|  |  |                                                  |                                                  |                                                  |                                                  |                                                  |                                                  |  |  |                                                       |                                                       |                                                       |                                                       |                                                       |                                                       |                  |                  |                     |                     |                     |                     |                     |                     |       |       |                               |                               |                               |                               |                               |                               |                     |                     |                                      |                                      |                                      |                                      |                                      |                                      |  |  |                                                     |                                                     |                                                     |                                                     |                                                     |                                                     |  |  |                                                                           |                                                                           |                                                                           |                                                                           |                                                                           |                                                                           |  |  |                                                                                         |                                                                                         |                                                                                         |                                                                                         |                                                                                         |                                                                                         |  |  |                                       |                                       |                                       |                                       |                                       |                                       |  |  |                                  |                                  |                                  |                                  |                                  |                                  |  |  |                                        |                                        |                                        |                                        |                                        |                                        |  |  |                                            |                                            |                                            |                                            |                                            |                                            |  |  |  |  |  |  |  |  |  |  |  |  |  |  |  |  |  |  |  |  |  |  |  |  |  |  |  |  |  |  |  |  |  |  |  |  |  |  |  |  |  |  |  |  |  |  |  |  |  |  |  |  |  |  |  |  |  |  |  |  |  |  |  |  |  |  |  |  |  |  |  |  |  |  |  |  |
|  |  | Юрий Туровский предок Туровских и Пинских князей | Юрий Туровский предок Туровских и Пинских князей | Юрий Туровский предок Туровских и Пинских князей | Юрий Туровский предок Туровских и Пинских князей | Юрий Туровский предок Туровских и Пинских князей | Юрий Туровский предок Туровских и Пинских князей |  |  | Вячеслав Ярославич князь Клецкий                      | Вячеслав Ярославич князь Клецкий                      | Вячеслав Ярославич князь Клецкий                      | Вячеслав Ярославич князь Клецкий                      | Вячеслав Ярославич князь Клецкий                      | Вячеслав Ярославич князь Клецкий                      |                  |                  |                     |                     |                     |                     |                     |                     |       |       | Всеволод-Гавриил Новгородский | Всеволод-Гавриил Новгородский | Всеволод-Гавриил Новгородский | Всеволод-Гавриил Новгородский | Всеволод-Гавриил Новгородский | Всеволод-Гавриил Новгородский |                     |                     | Изяслав предок Изяславичей Волынских | Изяслав предок Изяславичей Волынских | Изяслав предок Изяславичей Волынских | Изяслав предок Изяславичей Волынских | Изяслав предок Изяславичей Волынских | Изяслав предок Изяславичей Волынских |  |  | Святополк Новгородский                              | Святополк Новгородский                              | Святополк Новгородский                              | Святополк Новгородский                              | Святополк Новгородский                              | Святополк Новгородский                              |  |  | Ростислав Смоленский предок Ростиславичей Смоленских                      | Ростислав Смоленский предок Ростиславичей Смоленских                      | Ростислав Смоленский предок Ростиславичей Смоленских                      | Ростислав Смоленский предок Ростиславичей Смоленских                      | Ростислав Смоленский предок Ростиславичей Смоленских                      | Ростислав Смоленский предок Ростиславичей Смоленских                      |  |  | Владимир Дорогобужский                                                                  | Владимир Дорогобужский                                                                  | Владимир Дорогобужский                                                                  | Владимир Дорогобужский                                                                  | Владимир Дорогобужский                                                                  | Владимир Дорогобужский                                                                  |  |  |                                       |                                       |                                       |                                       |                                       |                                       |  |  |                                  |                                  |                                  |                                  |                                  |                                  |  |  |                                        |                                        |                                        |                                        |                                        |                                        |  |  |                                            |                                            |                                            |                                            |                                            |                                            |  |  |  |  |  |  |  |  |  |  |  |  |  |  |  |  |  |  |  |  |  |  |  |  |  |  |  |  |  |  |  |  |  |  |  |  |  |  |  |  |  |  |  |  |  |  |  |  |  |  |  |  |  |  |  |  |  |  |  |  |  |  |  |  |  |  |  |  |  |  |  |  |  |  |  |  |

## Разветвление рода Рюриковичей

### Начало разветвления рода
Общими предками всех Рюриковичей являются: сам полулегендарный князь Рюрик, его сын Игорь (с женой, княгиней Ольгой), внук Святослав Игоревич и правнук Владимир Святославич.
В русско-византийском договоре 944 года упоминаются племянники князя Игоря — некие Игорь и Акун, происходившие от дочери и сына Рюрика соответственно; но фактическое разветвление рода Рюриковичей начинается с сыновей Владимира Святославича и особенно Ярослава Мудрого. Это обусловило процесс формирования местных (удельных) династий, возникновения и нарастания феодальной раздробленности. До того род сохранял единство, достигавшееся достаточно жестокой ценой. Хотя практика выделения уделов сыновьям князя появилась уже в X веке, но до тех пор, пока в Киевской Руси не набрали силу центробежные тенденции, смерть киевского князя нередко влекла за собой смертельную схватку между его наследниками за киевский великокняжеский стол, в которой один из них так или иначе устранял конкурентов. Так, после смерти Святослава Игоревича (при нём произошёл первый раздел русских земель между сыновьями князя) Ярополк Святославич поборол княжившего в Древлянской земле Олега Святославича, но сам был убит княжившим в Новгороде Владимиром Святославичем. После смерти последнего, в свою очередь, князю Святополку летописи приписывают убийство нескольких других потенциальных претендентов на киевский великокняжеский престол — ростовского князя Бориса, муромского князя Глеба (впоследствии — Святые Борис и Глеб; за что получил летописное прозвище Окаянный), а также древлянского князя Святослава. Однако, Святополк Окаянный был побеждён Ярославом Мудрым. После победы Ярослава над Святополком из потомков Владимира Святославича, кроме самого Ярослава Мудрого, остались: полоцкий князь Брячислав Изяславич, псковский князь Судислав Владимирович и тмутараканский князь Мстислав Владимирович Храбрый. Последний в 1024 году выступил против Ярослава Мудрого и разбил его, но удовлетворился левобережьем Днепра с Черниговом и Переяславлем. Скорая смерть Мстислава Храброго без наследника (1036) на некоторое время восстановила единство Русской земли, причём Ярослав Мудрый ликвидировал и Псковское княжество, заключив в тюрьму («поруб») своего брата Судислава Владимировича. Однако, на Полоцк при этом он не посягал, и там продолжали править потомки его старшего брата Изяслава Владимировича — генеалогически самая старшая и первая удельная династия Рюриковичей.

### Раздел Киевской Руси после смерти Ярослава Мудрого
Ситуация коренным образом изменилась со смертью Ярослава Мудрого, когда и начался распад Киевской Руси на уделы во главе со своими династиями. Ярослав Мудрый умер в 1054 году, оставив нескольких сыновей. При этом львиная доля его наследства была разделена между тремя старшими сыновьями, образовавшими так называемый триумвират Ярославичей. Из них Изяслав Ярославич получил Киев, Новгород и земли к западу от Днепра с титулом великого князя, Святослав Ярославич — Чернигов (с Муромом), а Всеволод Ярославич — Переяславль и Ростово-Суздальскую землю. В дальнейшем, на протяжении последующих столетий Черниговская и Муромо-Рязанская земля так и оставались за потомками Святослава Ярославича, а Ростово-Суздальская — за потомками Всеволода Ярославича. Более того, потомки Всеволода Ярославича и его сына Владимира Мономаха впоследствии также существенно расширили свои владения за счёт Волыни, Смоленска и Галича. А потомки Изяслава Ярославича с трудом смогли закрепиться лишь на Турово-Пинской земле.

### Формирование местных династий
Закреплению удельных династий в определённых землях поначалу мешал лествичный порядок наследования, то есть передача наследных прав сперва по горизонтали — между братьями, от старших к младшим до конца поколения, а лишь затем по вертикали — между поколениями, вновь к старшему из братьев младшего поколения. При таком порядке престолонаследия по смерти великого князя считавшийся самым главным киевский великокняжеский стол занимал его ближайший по генеалогическому старшинству родственник (брат, а не сын), второй по старшинству родственник, в свою очередь, занимал опустевший княжеский стол первого, и так все князья перемещались по старшинству на более престижные столы. Однако этот порядок не затрагивал Полоцкое княжество, в котором ещё при жизни Владимира Святославича при отсутствии возражений с его стороны установилась отдельная династическая линия из потомков его старшего сына Изяслава Владимировича. Лествичный порядок имел такую особенность, как институт изгойства, когда потомки не занимавшего престол князя лишались права занимать этот престол. Между тем младшие дядья порой оказывались моложе старших племянников и зачастую переживали их. Поэтому из рода Рюриковичей выделялись, прежде всего, старшие линии, оседавшие в уделах, а наибольшее влияние на государственные дела приобретали младшие линии. В масштабах всего государства в целом этот порядок был отменён на Любечском съезде князей 1097 года, постановившем: «Каждый да держит отчину свою». В результате отдельные земли закрепились за определёнными удельными династиями, так называемыми «ветвями» Рюриковичей. Однако при этом для великокняжеского стола, а также внутри самих удельных княжеств лествичный порядок сохранялся. С того же времени между Рюриковичами стали заключаться династические браки (ранее наиболее значительные князья предпочитали искать невест за рубежом). После смерти Владимира Мономаха (1125) и наиболее могущественного из его сыновей — Мстислава Великого (1132) распад Киевской Руси на ряд земель, управляемых местными (удельными) династиями, стал окончательным фактом.

## Ветви Рюриковичей
- Княжества, управляемые в различное время мощнейшими ветвями Рюриковичей
- Ольговичи
- Изяславичи волынские
- Ростиславичи смоленские
- Юрьевичи

- Владимир Святославич (1015)
  - Изяслав Владимирович (князь полоцкий) (1001) (от Изяслава — Изяславичи Полоцкие)
  - Ярослав Мудрый (1054)
    - Владимир Ярославич (князь новгородский) (1052)
      - Ростислав Владимирович (князь тмутараканский) (1065†) (от Ростислава — Ростиславичи Галицкие)

    - Изяслав Ярославич (1078†) (от Изяслава — Изяславичи Туровские)
    - Святослав Ярославич (1076)
      - Давыд Святославич (1123) (от Давыда — Давыдовичи Черниговские)
      - Олег Святославич (1115) (от Олега — Ольговичи)
        - Всеволод Ольгович (1146) (от Всеволода — черниговские/брянские Ольговичи)
          - Святослав Всеволодович (князь киевский) (1194)
            - Олег Стародубский (1204)
              - Давыд Ольгович (1196†?) (от Давыда? — Давыдовичи Новгород-Северские)

        - Игорь Ольгович (1147†)
        - Святослав Ольгович (1164) (от Святослава — северские/путивльские Ольговичи)

      - Ярослав Святославич (1129)
        - Святослав Ярославич (князь рязанский) (от Святослава — муромские князья)
        - Ростислав Ярославич (князь рязанский) (от Ростислава — рязанские князья)

    - Всеволод Ярославич (1093)
      - Владимир Мономах (1125) (от Владимира — Мономаховичи)
        - Мстислав Великий (1132) (от Мстислава — Мстиславичи)
          - Изяслав Мстиславич (1154) (от Изяслава — Изяславичи Волынские)
            - Мстислав Изяславич (1170)
              - Роман Мстиславич (1205†)  (от Романа — Романовичи Галицкие)

          - Ростислав Мстиславич (1167) (от Ростислава — Ростиславичи Смоленские)
            - Роман Ростиславич (1180)
              - Мстислав Старый (1223†)
                - Ростислав Мстиславич (сын Мстислава Романовича)
                  - Фёдор Ростиславич Чёрный (от Фёдора — ярославские князья XIV в)

        - Юрий Долгорукий (1157†) (от Юрия — Юрьевичи суздальские)
          - Всеволод Большое Гнездо (1212)
            - Константин Всеволодович (1218)
              - Василько Константинович (1238†)
                - Борис Василькович (1277) (от Фёдора — ростовские князья)
                - Глеб Василькович (1278) (от Глеба — белозерские князья)

              - Всеволод Константинович (1238†) (от Всеволода — ярославские князья XIII в)
              - Владимир Константинович (1249) (от Владимира — углицкие князья)

            - Ярослав Всеволодович (князь владимирский) (1246†)
              - Александр Невский (1263†)
                - Даниил Александрович (1303) (от Даниила — Даниловичи Московские)

              - Андрей Ярославич (1264) (от Андрея — нижегородско-суздальские князья, Шуйские)
              - Ярослав Ярославич (1272) (от Михаила — тверские князья)

            - Святослав Всеволодович (князь владимирский) (1252) (от Святослава — юрьевские князья)

### Изяславичи Полоцкие
Потомки князя Изяслава Владимировича, одного из старших сыновей великого князя киевского Владимира Святославовича, образуют полоцкую ветвь — первую династическую линию, отделившуюся прежде других, и генеалогически самую старшую ветвь Рюриковичей. До завоевания Полоцка Владимиром Святославовичем, Полоцким княжеством правил князь Рогволод — представитель, вероятно, варяжской независимой династии. Первым князем-Рюриковичем в Полоцке стал Изяслав Владимирович — сын Владимира Святославовича и Рогнеды, дочери князя Рогволода. Вследствие этого все полоцкие князья-Рюриковичи иногда назывались Рогволожьими внуками. По легенде о Рогнеде, Изяслав стал киевским наместником в Полоцке после неудачного покушения Рогнеды на своего супруга великого князя Владимира Святославовича, при этом малолетний Изяслав с мечом в руках заступился за мать перед отцом. По совету бояр Владимир выслал Рогнеду с Изяславом в отведённую им в удел Полоцкую землю. По смерти Изяслава его отец не прислал в Полоцк одного из младших сыновей (как это делалось в других княжествах Руси), и в Полоцке стали править сыновья Изяслава. Его сын Брячислав Изяславич стремился к осуществлению независимой от Киева политики, ему наследовали его потомки. Так в Полоцке, вопреки принятому на Руси лествичному порядку престолонаследия, раньше остальных возникла своя княжеская династия — обособленная старшая ветвь Рюриковичей.
Есть сведения, что первые князья этой ветви (Брячислав Изяславич и Всеслав Брячиславич) претендовали на киевский великокняжеский престол ввиду того, что их отец и дед князь Изяслав Владимирович был старшим братом Ярослава Мудрого (потомки которого становились последующими великими князьями). Следовательно, полоцкие Рюриковичи в сравнении со всеми остальными имели больше прав на великокняжеский престол, однако, получили отпор и прекратили эту борьбу. При этом впоследствии полоцкие князья не стремились на киевский великокняжеский стол. Единственным полоцким князем, занявшим престол в Киеве, был внук Изяслава Владимировича — Всеслав Брячиславич, который стал великим князем киевским по воле случая, в результате киевского восстания 1068 года.
Всеслав Брячиславич умер в 1101 году и оставил после себя шестерых сыновей — Рогволода (по другой версии, его имя — Борис), Глеба Минского, Романа, Давыда, Святослава Витебского и Ростислава. Начиная с них, сведения о дальнейшей истории династии становятся довольно противоречивыми, неточными и весьма неполными (например, неясно, в каком порядке были рождены эти Всеславичи). Последним Рюриковичем, правившим непосредственно в Полоцке, был, видимо, Брячислав Василькович, умерший в 1240-х годах, после чего на Полоцком престоле появляются князья из Литвы. В Витебске Изяславичи правили дольше — до 1320 года, когда умер не имевший сыновей князь Ярослав Василькович, и Витебское княжество перешло к его зятю — Ольгерду. Оба этих последних полоцких князя-Рюриковича происходили от Святослава Всеславича. Представителями также полоцкой ветви Рюриковичей, прямыми потомками полоцких князей, предположительно являются несколько литовско-русских родов неясного происхождения (в том числе князья Друцкие, Лукомские, Мошковские, Буйницкие, Сенские и ряд других).

### Ростиславичи (первая Галицкая династия)
Старший сын Ярослава Мудрого Владимир умер в 1052 году, раньше отца, и его сын Ростислав Владимирович оказался изгоем. После смерти Ярослава Ростиславу удалось отвоевать Тмутаракань у дяди Святослава, дважды изгоняя оттуда его сына и наместника Глеба. Сыновья Ростислава Рюрик, Володарь и Василько боролись против Ярополка Изяславича Волынского и Туровского, что привело к его убийству в 1086 году и закреплению Ростиславичей и их потомков в Перемышле и Теребовле. Рюрик умер бездетным. По прихоти судьбы бездетными умерло и большинство его племянников, что привело к сосредоточению владений Ростиславичей в руках одного из них — Владимирко. Произошло это следующим образом. Володарь оставил двух сыновей — Ростислава Перемышльского и Владимирко, который сначала княжил в Звенигороде, но после скорой смерти Ростислава стал князем Перемышльским. Между тем из сыновей Василька, Ростислав Василькович княжил в Теребовле, Иван Василькович — в Галиче. После смерти Ростислава Теребовль присоединил Иван Галицкий, который, в свою очередь, умер бездетным в 1140 году, и его двоюродный брат Владимирко Перемышльский присоединил Галич и перенёс в него стол. Так образовалось сильное Галицкое княжество, ещё более усилившееся при сыне Владимирко Ярославе Осмомысле. В 1199 году со смертью Владимира Ярославича, сына Осмомысла, династия галицких Ростиславичей угасла, а на Галицкий престол вступил волынский князь Роман Великий, потомок Владимира Мономаха.

### Изяславичи Туровские
Изяслав Ярославич был посажен в Турове отцом и сохранил Туров за собой, став великим князем. Когда в 1078 году Изяслав был убит в битве на Нежатиной Ниве и его брат Всеволод занял великое княжение Киевское, княжество было отдано младшему сыну Изяслава, Ярополку, в придачу к Волыни. После убийства Ярополка в 1086 году (как полагали, организованного галицкими Ростиславичами) Волынь была передана Давыду Игоревичу, а в Туров перешёл брат Ярополка Святополк Изяславич, княживший до этого в Новгороде. В 1093 году Святополк стал великим князем киевским, но Туров оставил за собой, а затем отнял у Давыда Владимир-Волынский в наказание за ослепление тем Василька, передав его своему сыну Ярославу. Последний, однако, в 1118 году был изгнан из Волыни Владимиром Мономахом. С этого момента Волынь была окончательно утеряна Изяславичами и перешла под власть потомков Всеволода, в руках которых и оставалась всё последующее время. Другие сыновья Святополка, Изяслав и Брячислав, княжили в Турово-Пинской земле. Владимир Мономах лишил Изяславичей и Турова, передав его своим сыновьям. У Изяславичей, однако, оставался во владении Клецк (удел туровского княжества). Лишь в 1162 году младший сын Ярослава Святополчича Юрий смог получить Туровское княжество от великого князя Ростислава Мстиславича и затем удержать его за собой и своими потомками. К туровским Изяславичам возводили происхождение нескольких литовско-русских княжеских фамилий, в большинстве своём угасших в XVI—XVII веках (Дольские, Капустины (Капусты), Головни-Острожецкие, Козеки, Ружинские, Звягольские, Велицкие), но документального подтверждения этому нет. Более обосновано происхождение от туровских князей Святополк-Четвертинских. Также ряд исследователей относят к этой ветви князей Острожских, но существуют гипотезы о том, что они принадлежали к другой ветви Рюриковичей — волынским Мономашичам. Претендовал на происхождение от князей туровских также род Святополк-Мирских, который даже был признан в княжеском достоинстве, однако современные исследователи считают их связь с Рюриковичами фиктивной.
А. В. Назаренко считает потомками Изяслава (через его внука Ярослава Ярополчича, князя Берестейского) также таинственную династию Всеволодковичей, правившую в XII в. Городенским княжеством и ранее производившуюся от Давыда Игоревича.

### Святославичи
В 1073 году «триумвират» Ярославичей раскололся: Святослав при помощи брата Всеволода изгнал Изяслава из Киева и сам сел на великокняжеском столе. Всеволоду он за поддержку отдал Чернигов. После смерти Святослава в 1076 году Изяслав вернулся в Киев, договорившись с Всеволодом, который удержал Чернигов. Между тем у Святослава остались сыновья: Глеб,
Роман Красный, Давыд, Олег «Гориславич» и Ярослав. Из них Давыд получил в удел окраину отцовских владений — Муром, Глеб — Новгород, младший сын Ярослав был ещё ребёнком, а Роман и Олег оказались изгоями (Роман — с Тмутараканью, Олег вовсе без удела) и повели борьбу против дядьёв за возвращение черниговских владений отца. Роман и Олег выступили против дядьёв в союзе с половцами; результатом была битва в 1078 году на Нежатинной Ниве, в которой Святославичи были разбиты, их союзник Борис Вячеславич погиб, но погиб также и великий князь Изяслав Ярославич. Киевский стол занял Всеволод Ярославич, посадивший княжить в Чернигове своего сына Владимира Мономаха. 15 лет спустя, сразу же после смерти Всеволода Ярославича, Олег вновь решил отвоевать Чернигов и сумел этого добиться, изгнав Мономаха (1094 год). В 1097 году по решению Любечского съезда князей — каждый да держит отчину свою — Святославичи окончательно закрепили за собой отцовское наследство. При этом Давыд получил Чернигов, Олег — Новгород-Северский (с Курском), а Ярослав — Муром (с Рязанью и Пронском); Глеб и Роман к тому времени погибли.
Происхождение князей Рязанских, Муромских, Пронских
Ярослав Святославич получил черниговский стол после смерти Давыда, но в 1127 году был изгнан из Чернигова своим племянником Всеволодом Ольговичем (при поддержке Мстислава Великого, зятем которого был Всеволод). При этом он сохранил для себя и своих потомков Муром, Рязань и Пронск. Таким образом, потомки Ярослава выделились в отдельную ветвь. Из них внук Ярослава Глеб Ростиславич, князь Рязанский, стал родоначальником династии Рязанских князей, правившей вплоть до XVI века (в XIV в. при Александре Михайловиче из неё выделилась династия князей Пронских). Одновременно правнук Ярослава Юрий Владимирович стал родоначальником отдельной муромской ветви, правившей до конца XIV века.
Черниговские и новгород-северские князья
В 1167 году угасла черниговская ветвь потомков Давыда Святославича, в черниговских уделах осели потомки Всеволода Ольговича, в северских — потомки Святослава Ольговича, два главных города Чернигов и Новгород-Северский управлялись в порядке старшинства. По одной из версий, в начале XIII в. потомки Всеволода завладели и Новгород-Северским. Предположительно, это произошло на съезде Ольговичей в 1206 г., а ценой могла быть помощь Всеволодовичей новгород-северским князьям (сыновьям известного Игоря Святославича) в их неудачной попытке утвердиться в Галицком княжестве. Впрочем, потомки Святослава Ольговича на протяжении полутора-двух столетий ещё сохранили за собой земли в Посемье (Курск, Рыльск, Путивль, Трубчевск) и в начале XIV века заняли столы в Киевском княжестве вплоть до его захвата Ольгердом (1362). К началу XV в. они полностью исчезают из истории.
Брянские и верховские князья
Согласно наиболее распространённой версии, после гибели в 1246 году черниговского князя Михаила Всеволодовича (правнука Всеволода Ольговича) Черниговское княжество разделилось на четыре удела, доставшихся четырём сыновьям Михаила. Старший, Роман Старый, получил Брянск, и с 1263 года носил титул великого князя черниговского. Юрий Михайлович стал основателем Тарусского княжества (из которого впоследствии выделились княжества Оболенское, Мезецкое, из последнего — Барятинское), Семён Михайлович получил Глухов и стал родоначальником правителей Новосильского княжества (столица удела была перенесена в Новосиль); последнее, в начале XV века распалось на княжества Одоевское, Белёвское и Воротынское. Мстислав Михайлович получил Карачевское княжество (с Козельском и Звенигородом, впоследствии выделившимися в отдельные княжества). Таким образом, от трёх младших детей Михаила произошли династии так называемых Верховских княжеств, правители которых на рубеже XV—XVI вв. подчинились Московскому государству и вскоре утратили уделы, сохранив, однако, княжеские титулы и превратившись в московских бояр. От них происходят такие фамилии, как Одоевские, Воротынские, Барятинские и др.
Следует отметить, однако, что изложена традиционная версия, восходящая к родословцам 1520—1530-х годов. Современные событиям данные отрывочны и неполны, но в ряде существенных пунктов противоречат этой схеме. По мнению ряда современных авторов, схема происхождения верховских княжеских фамилий от св. Михаила Черниговского была сочинена их потомками в Москве из соображений престижа, фактически же верховские князья происходят от каких-то других потомков Всеволода Ольговича. Новые исследования говорят также о продолжении существования козельской ветви князей, основанной дядей Михаила Святого Мстиславом ещё на рубеже XII/XIII вв, обращают внимание на гораздо более поздние упоминания Карачева и Тарусы и предлагают версию происхождения тарусских и новосильских князей из младшей, северской ветви Ольговичей.
Что касается старшей (брянской) линии, то после ухода в монастырь князя Леонтия с 1290-х годов на Брянск при поддержке Орды начали претендовать его родственники по женской линии, смоленские Ростиславичи (из рода Владимира Мономаха), при этом великокняжеский черниговский престол остался за Ольговичами. Последние брянские и черниговские князья Михаил и его сын Роман считаются, во-первых, потомками жившего в конце XII века Олега Святославича, во-вторых — представителями ветви Романа Старого.

### Мономаховичи (Мономашичи)
Потомство Всеволода Ярославича известно под именем Мономаховичей (у Всеволода, кроме Мономаха, был также сын Ростислав, но он погиб молодым в битве с половцами на реке Стугне и потомства не оставил). В период правления Владимира Мономаха (1113—1125) и его сына Мстислава Великого (1125—1132) киевские князья восстановили свой прямой контроль над всей Русью (включая Полоцк и Туров), за исключением юго-западных владений Ростиславичей и левобережных владений Святославичей (Курск временно принадлежал Мономаховичам). После смерти Владимира Мономаха Киев получил Мстислав Великий. Другие Мономаховичи получили различные столы, но только Юрию Долгорукому удалось удержать для своих потомков Ростово-Суздальскую землю. Со смертью Мстислава хрупкое единство Русской земли распалось и начались усобицы. Ещё при жизни Мстислав сделал своего сына Ростислава князем Смоленским. В ходе усобиц, начавшихся после смерти Мстислава, другой его сын, Изяслав, получил в удел Владимир Волынский. Так образовались три основные ветви Мономашичей: Волынские Изяславичи, Смоленские Ростиславичи и владимиро-суздальские Юрьевичи (Георгиевичи).
Изяславичи Волынские и Романовичи Галицкие
От сына Мстислава Великого, Изяслава Мстиславича Волынского, кроме собственно волынских князей, происходят также Галицкие Романовичи. Родоначальник Романовичей — внук Изяслава Роман Мстиславич Великий, волынский князь, который с пресечением в 1199 г. галицких Ростиславичей вступил на Галицкий стол, создав объединённое Галицко-Волынское княжество. Его сын Даниил Романович принял в 1254 году титул короля Руси, который Романовичи носили 70 лет — вплоть до прекращения правления этой династии при Владимире Львовиче. Волынью правил младший брат Даниила Василько Романович (до 1269 года), а затем сын последнего Владимир Василькович, умерший бездетным в 1288 году, после чего Волынь отошла потомкам Даниила.
Ростиславичи Смоленские и князья Ярославские
Потомство Ростислава Смоленского, другого сына Мстислава Великого, дало множество княжеских фамилий, частично сохранившихся до сего дня — включая такие известные, как Вяземские, Дашковы, Кропоткины. Кроме собственно Смоленских князей, ветвью Ростиславичей являются позднейшие Ярославские князья. Они происходят от Фёдора Чёрного, князя Смоленского, который получил около 1260 года Ярославское княжение за женой после пресечения в Ярославле мужской линии Юрьевичей. К ярославским фамилиям относятся, в частности, Шаховские, Львовы, Курбские.
Юрьевичи
К ветви владимиро-суздальских Юрьевичей относились великие князья Владимирские, а затем и московские Даниловичи (Калитичи), принявшие в 1547 г. царский титул. Младший сын Юрия Всеволод Большое Гнездо является общим предком всех позднейших Юрьевичей. Со смертью Всеволода в 1212 году начался распад Владимирского княжества на уделы, и в результате внуки и правнуки Всеволода стали родоначальниками разных удельных ветвей Юрьевичей. Основными наследниками Всеволода были три его старших сына: Константин Всеволодович, Юрий Всеволодович и Ярослав Всеволодович. Юрий Всеволодович погиб в битве на Сити вместе с сыновьями, не оставив потомства; от сыновей же и внуков Константина и Ярослава произошли позднейшие династии Юрьевичей (кроме князей Стародубских, которые происходят непосредственно от младшего сына Всеволода, Ивана Всеволодовича). Так, дети Константина стали: Всеволод Константинович — родоначальником Ярославской династии (впрочем, пресекшейся на его сыновьях); Василько Константинович — родоначальником князей Ростовских, а сын последнего Глеб Василькович — князей Белозерских. Сыновья же Ярослава стали: Андрей Ярославич — основателем династии князей Суздальских; Ярослав Ярославич — Тверской династии; Александр Ярославич Невский стал отцом Даниила Александровича — первого князя Московского и, таким образом, предка московских царей, Даниловичей. Со смертью в 1598 году царя Фёдора I Иоанновича московская (царская) линия суздальских Рюриковичей прекратилась, но отдельные княжеские фамилии продолжают существовать и до нашего времени, как, например, Гагарины, Хилковы и др.

### Младшие сыновья Ярослава Мудрого и их потомки
Из младших сыновей Ярослава Вячеслав Ярославич княжил в Смоленске до своей смерти в 1057 году, а Игорь Ярославич — на Волыни, но после смерти Вячеслава был переведён братьями в Смоленск. Сыновья их, Борис Вячеславич и Давыд Игоревич, оказались изгоями. Борис Вячеславич погиб бездетным в 1078 году в битве на Нежатиной Ниве, Давыд Игоревич в 1086 году получил Волынь, но затем утратил большую часть её из-за ослепления Василька Ростиславича Теребовльского. В летописи отмечен его сын Игорь Давыдович, владевший, видимо, каким-то уделом на Волыни, и племянник Мстислав (отец его неизвестен), уделом не владевший, но упомянутый единожды как участник усобицы. Родство с Давыдом городенского князя Всеволодко и его потомства — городенской династии Всеволодковичей предположительно.

## ДНК-тест Y-хромосомы представителей династии Рюриковичей
Мужская Y-хромосома ДНК не участвует в рекомбинации генов и передаётся почти без изменений от отца к сыну, поэтому группой учёных под руководством польского исследователя Анджея Байора и других было проведено исследование Y-хромосомы ДНК у около 25 человек, считающих себя потомками Рюрика. Также в список на сайте были включены люди, у которых оказались близкие к Рюриковичам гаплотипы. Подавляющее большинство этих людей имеет с ними общего мужского предка всё-таки существенно ранее времени жизни Рюрика, и для таких людей было придумано обозначение «прото-Рюриковичи». Полный список состоял из 191 человека. Исследование было опубликовано на FamilyTreeDNA — крупнейшей в мире генетической базе данных, имеющей на учёте исследования ДНК 293 266 человек на начало 2010 года.
Первым был обследован князь Д. М. Шаховской (профессор Русского православного института в Париже). У него был установлен субклад N1a1a-M178 гаплогруппы N1a1 (ранее N3a, потом N1c1). Потом были обследованы князь А. П. Гагарин (профессор из Санкт-Петербурга), его двоюродный брат Г. Г. Гагарин, князь Н. Д. Лобанов-Ростовский из Англии, Н. Ржевский из Смоленска, которые тоже принадлежали к гаплогруппе N1a1. Все они принадлежали к ветви потомков великого князя Владимира Мономаха. Всего из обследованных 191 человека гаплогруппа N1 была выявлена у 130 человек (68 %), включая потомков князей Трубецкого (Канада), Путятина (Россия), Кропоткина (Россия), Хилкова (Россия), Хованского (Россия) и Голицына (Россия). Также у 114 человек (60 %) был проведён расширенный тест по 67 маркерам, из которых Байором были выделены 15 стандартных совпадающих маркеров, которые он считает гаплотипом Рюриковичей (в дополнение к стандарту SMGF на наличие девяти совпадающих маркеров для определения гаплогруппы).
Также во время исследования у некоторых князей была обнаружена гаплогруппа R1a. Многие из них принадлежали к роду потомков черниговского князя Олега Святославича (внука Ярослава Мудрого). Например, князь Волконский, князь Оболенский и князь Барятинский оказались по Y-хромосоме близкими родственниками друг другу, что неудивительно, поскольку они считаются потомками Олега Святославича, но все они имели гаплогруппу R1a1a1g1b-L260. Таким образом, современная корпорация Рюриковичей (признаваемых в таковом статусе Российским дворянским собранием) принадлежит к по крайней мере двум разным гаплогруппам: N1a1 (большинство ветвей, происходящие от Мономаха) и R1a (тарусская ветвь, от Юрия Тарусского).
Факт наличия среди двух крупных корпораций предполагаемых потомков Рюрика двух различных гаплогрупп объясняется учёными по-разному. Так, Е. В. Пчёлов обратил внимание на общую небрежность генетического исследования и на его методологическую несостоятельность. Он отметил, что в исследовании принимали участие только отдельные представители дворянских родов, причисляющих себя к Рюриковичам, в то время как для того, чтобы определить происхождение (или принадлежность) какого-либо рода к Рюриковичам, совершенно недостаточно исследовать гаплотип только одного его представителя. Необходимо провести исследования потомков разных линий одного рода и только тогда можно делать какие-то выводы. Кроме того, в исследовании принимали участие люди с сомнительной родословной (например, среди изученных оказался человек, называвший себя «внебрачным потомком Волконских») или лица, заведомо никакого отношения к Рюриковичам не имеющие. Так, в исследовании участвовал человек, относящий себя к княжескому роду Пожарских, в то время как данный род пресёкся ещё в XVII веке. В то же время некоторые исследователи допускают, что где-то сокрыта история супружеской измены. Так, О. Н. Барабанов в отношении потомков Владимира Мономаха утверждает возможность их происхождения от норвежского короля Олава Святого в результате тайной любви последнего с женой Ярослава Мудрого — Ингигердой, о чём позволяют говорить, как им указывается, легенды из скандинавских саг и их анализ, проведённый российско-немецким скандинавистом Ф. А. Брауном (1924), а также российским скандинавистом Т. Н. Джаксон. Однако достоверность легенд, изложенных в скандинавских сагах, ставится под сомнение историками-скандинавистами, такими как Е. А. Мельникова, Г. В. Глазырина и сама Т. Н. Джаксон: по их словам, исторические факты в сагах подверглись сильной беллетризации — в сюжете о «тайной любви» слишком много от европейской куртуазной литературы, распространённой в XII—XIII веках, то есть в то время, когда записывались саги, и поведение героев саг типично для подобного сюжета. Также в данном сюжете заметно типичное для скандинавской литературы подчеркивание превосходства скандинавов (Ингигерды и Олава) над иноплеменником (Ярославом). Кроме того, О. Н. Барабановым рассматривается возможность искусственного конструирования родословных в отношении потомков Олега Святославича Черниговского, включая как носителей N1c1, так и R1a. В свою очередь, исконной гаплогруппой Рюрика, как считает О. Н. Барабанов, является I2, однако происхождение которой, со ссылкой на Ю. К. Кузьменко и Спенсера Уэлса, им некорректно трактуется как скандинавское.
Л. С. Клейн в свою очередь обратил внимание на общую легендарность ранней генеалогии Рюриковичей и мифичность их семейных связей, изложенных в Повести временных лет. Таким образом, нельзя сказать ничего определённого ни о родоначальнике династии, ни о его первых предполагаемых потомках. По его словам, проверка ДНК «отвергла лишь претензии некоторых князей-потомков (с гаплотипом R1a) на истинное происхождение от Рюриковичей», в чём и так были сомнения. Также «она подвергла сомнению принадлежность всех Рюриковичей к некоему „исконно-норманнскому“ биологическому корню … но такой „исконно-норманнский“ корень вообще есть фикция». Кроме того, для большинства потомков Рюриковичей, имеющих гаплогруппу R1a, не выводится общий предок, живший в подходящее время. Родственны между собой только Волконские, Оболенские и Барятинские, чей предок жил около 800 лет назад, то есть во времена Юрия Тарусского. Е. В. Пчелов объясняет отличную от остальных Рюриковичей гаплогруппу потомков тарусских князей родословной припиской местной династии верховских правителей к потомству черниговского князя Михаила Всеволодовича.
Существуют ещё несколько Рюриковичей, признаваемых Российским дворянским собранием, но принадлежащих к другим гаплогруппам. К таким относится представители рода Святополк-Четвертинских (потомков Изяслава Ярославича, сына Ярослава Мудрого). У представителя этого рода — князя Станислава Антония (р. 1949) — обнаружилась гапплогруппа I2a1, точнее — субклад I2a1a2b1a1a2b1-Y13498, входящий в ветку I2a1a2b-L621, характерную для Восточной Европы и Балкан. Известно также, что по результатам исследования палео-ДНК возможных останков новгородского князя Глеба Святославича — племянника Изяслава Ярославича и внука Ярослава Мудрого — определена Y-хромосомная гаплогруппа I2a1a2b1a1a (динарский субклад I2a1b2a1a1b-Y4460>Y91535*, Dinaric) и митохондриальная гаплогруппа H5a2a, а его родословная на 71 % из «Польши». Это означает, что по мужской линии как предполагаемый Глеб Святославич, так и представители рода Святополк-Четвертинских, имеющие общую гаплогруппу, не родственники никому из протестированных ранее родов, считающихся Рюриковичами. В ДНК останков из Луцка (предполагаемый Изяслав Ингваревич) выявлена Y-хромосомная гаплогруппа R1a1a1b1a1a1c1-M458>L1029 (субклад YP593, который не совпал ни с какой из гаплогрупп у известных Рюриковичей).
При этом нет уверенности в том, что проанализированные останки действительно принадлежали князьям Изяславу и Глебу. Например, череп, приписываемый Глебу, случайно обнаружили еще в 1967 году во время ремонтных работ в черниговском храме, после чего его отправили в Москву без археологического отчета, а спустя какое-то время — обратно в Чернигов. Для науки его заново переоткрыли лишь в 2016 году. При этом возможно, что останки, приписываемые Глебу Святославичу и Изяславу Ингваревичу, принадлежали совершенно другим людям.
В 2023 году палеогенетики прочитали геном сына Александра Невского — великого князя владимирского Дмитрия Александровича, погребение которого раскопали в 2020 году. Исследователи определили у него ту же самую Y-хромосомную линию, что и у большинства современных представителей рода Рюриковичей. Результаты исследования опубликованы в журнале Acta Naturae. Ученые определили у него митохондриальную гаплогруппу F1b1-a3a2a, относящуюся к восточно-евразийскому кластеру, и Y-хромосомную гаплогруппу N1a1a1a1a1a1a7a (субклад N1a1a1a1a1a1a7a3a~-Y10931>VL11).

## Список родов, произошедших от Рюрика
Перечень всех фамилий, причисляемых к Рюриковичам; княжеские фамилии: от князей
- Полоцких:
  - Витебские, Друцкие (Полоцкие), Изяславские, Минские и Полоцкие.
  - Возможно, также из этой ветви происходят князья Лукомские, Мошковские, Буйницкие и Сенские.
- Перемышльских:
  - Галицкие 1-й ветви и Перемышльские.
- Турово-Пинских:
  - Святополк-Четвертинские, Пинские, Слуцкие, Степаньские, Городецские (Давыд-Городка), Несвицкие.
  - Возможно, из этой ветви происходят князья Острожские, Дольские, Капустины (Капусты), Головни-Острожецкие, Козеки, Ружинские, Звягольские, Велицкие.
- Черниговских[58]:
  - Козельские и Карачевские:
    - Горчаковы, Карачевские, Козельские, Елецкие, Масальские, Клубковы-Масальские, Кольцовы-Масальские, Литвиновы-Масальские, Селезневы-Елецкие, Огинские, Пузыны, Хотетовские;

  - Звенигородские:
    - Барятинские, Борошевы-Звенигородские, Звенигородские, Звенигородские-Звенцовы, Звенигородские-Спячие, Звенигородские-Шистовы, Ноздроватые, Рюмины-Звенигородские, Токмаковы;

  - Новосильские:
    - Белёвские, Воротынские, Одоевские;

  - Тарусские:
    - Волконские, Конинские, Спажские, Мезецкие;
    - Оболенские:
      - Горенские, Долгоруковы, Дудины-Лыковы, Кашины, Константиновы-Оболенские, Курлятевы, Лопатины, Лыковы, Немовы, Оболенские, Ногтевы-Оболенские, Ноготковы, Оболенские-Стригины, Оболенские-Ярославовы, Оболенские-Нагие, Оболенские-Телепневы, Оболенские-Овчинины, Оболенские-Чёрные, Оболенские-Белые, Золотые-Оболенские, Серебряные-Оболенские, Пенинские, Репнины, Репнины-Волконские, Тростенские, Туренины, Тюфякины, Щепины-Оболенские и Щербатовы;

  - Возможно, черниговского происхождения князья:
    - Болховские, Кромские, Мачевские, Осовицкие, Перемышльские (Перемышля Калужского), Путохинские, Святополк-Четвертинские;
- Рязанских:
  - Злобины, Муромские и Пронские.
- Галицких (Галича Южного):
  - Бабичевы, Бакриновские, Волынские, Друцкие, Друцкие-Озерецкие, Друцкие-Соколинские, Друцкие-Горские, Друцкие-Любецкие, Друцкие-Подбережские, Заславские, Конопли-Соколинские, Луцкие, Острожские и Путятины.
- Смоленских:
  - прямые потомки Великих князей Смоленских — Жижемские, Коркодиновы, Соломерецкие.
  - Березуйские, Вяземские, Дашковы, Козловские, Кропоткины, Порховские, Селеховские и Фоминские.
- Ярославских:
  - Алабышевы, Аленкины, Бельские, Великогагины, Голыгины, Давыдовы-Засекины, Деевы, Дуловы, Жировые-Засекины, Заозерские, Засекины, Зубатые, Кубенские, Курбские, Львовы, Моложские, Морткины, Оленкины, Охлябинины, Пенковы, Прозоровские, Романовские, Сандыревские, Сисеевы, Сицкие, Сонцовы, Сонцовы-Засекины, Судцкие, Темносиние, Троекуровы, Ухорские, Ушатые, Хворостинины, Чёрные-Засекины, Юхотские, Шамины, Шастуновы, Шаховские, Шехонские, Шуморовские и Щетинины.
- Ростовских:
  - Бахтеяровы-Ростовские, Бритые-Ростовские, Буйносовы-Ростовские, Бычковы-Ростовские, Гвоздевы-Ростовские, Голенины-Ростовские, Голубые-Ростовские, Дрыгановы-Ростовские, Касаткины-Ростовские, Катыревы-Ростовские, Ласкины-Ростовские, Лобановы-Ростовские, Приимковы-Ростовские, Пужбольские-Ростовские, Темкины-Ростовские, Хохолковы-Ростовские, Щепины-Ростовские и Яновы-Ростовские.
- Белозерских:
  - Андомские, Белосельские-Белозерские, Вадбольские, Дябринские, Карголомские, Кемские, Сугорские (2-х ветвей), Ухтомские и Шелешпанские.
- Суздальских:
  - Барбашины, Брюхатые-Шуйские, Глазатые-Шуйские, Горбатые-Шуйские, Кирдяпины-Шуйские, Нижегородские, Ногтевы-Суздальские, Скопины-Шуйские и Шуйские.
- Московских:
  - Боровские, Верейские, Волоцкие, Галицкие, Можайские, Углицкие и Шемякины.
- Тверских:
  - Дорогобужские, Кашинские, Микулинские, Телятевские (в том числе Пунковы и Ватутины), Холмские и Чернятинские.
- Стародубских:
  - Гагарины, Голибесовские, Гундоровы, Ковровы, Кривоборские, Льяловские, Небогатые, Неучкины, Осиповские, Палецкие, Пожарские, Ромодановские, Ряполовские, Татевы, Третьяковы-Пожарские, Тулуповы и Хилковы.

Кроме этих княжеских фамилий, от Рюрика предположительно происходят ещё следующие дворянские фамилии, не использующие или утратившие княжеский титул. В большинстве случаев их происхождение не имеет документального подтверждения и вызывает споры.
От князей
- Черниговских: Сатины, Бунаковы, Шонуровы.
- Смоленских: Аладьины, Безносовы, Бокеевы, Бурухины, Вепревы, Внуковы, Всеволожские, Губастовы, Даниловы, Дмитриевы, Дмитриевы-Мамоновы, Добрынские, Еропкины, Заболоцкие, Ивановы, Карповы, Карповы-Далматовы, Кислеевские, Кнутовы, Коробьины, Молодые, Монастырёвы, Мусоргские, Мухины, Нетшины, Осокины, Пырьевы, Полевы, Резановы, Ржевские, Рожественские, Сапоговы, Скрябины, Соломины, Судаковы, Татищевы, Толбузины, Травины, Цыплятевы и Шукаловские;
- Галицких: Березины, Ивины, Ильины, Ляпуновы, Осинины.
- Белозерских: Курцовы, Фуниковы.
- Ростовских: Бычковы
- Рязанских: Лыковы, Жулебины, Булгаковы, Денисьевы, Назаровы, Измайловы, Замятины, Злобины, Вельяминовы, Фёдоровы.
- Тверских: Агреневы.
- Муромских: Овцыны, Злобины, Замятнины.